# Get Outta My Way
»Get Outta My Way« je pesem avstralske glasbenice Kylie Minogue, izdan kot drugi singl z njenega enajstega glasbenega albuma, Aphrodite (2010). Med intervjujem na Ibizi julija 2010 je potrdila, da bo kot drugi singl z albuma izdala to pesem. Pesem »Get Outta My Way« so napisali Mich Hansen, Lucas Secon, Damon Sharpe, Peter Wallevik in Daniel Davidsen. Pesem so po svetu izdali 27. septembra 2010 preko založbe Parlophone. Nazadnje so pesem izdali tudi preko kompilacije The Best of Kylie Minogue (2012).
Glasbeno je pesem »Get Outta My Way« dance pesem zmernega tempa z elementi disko in synthpop glasbe. Glasbeni kritiki so jo pogosto primerjali s prejšnjimi singli Kylie Minogue. Kot singlu in dobro sestavljeni pesmi so pesmi dodelili predvsem pozitivne ocene. Pesem je na britanski glasbeni lestvici zasedla dvanajsto mesto in tako postala prvi fizično izdani singl Kylie Minogue, ki se na tej lestvici ni uvrstil med prvih deset pesmi, od singla »Breathe«. Poleg tega se je uvrstila tudi na devetinšestdeseto mesto avstralske glasbene lestvice, s čimer pesem do danes ostaja najslabše prodajan singl Kylie Minogue v Avstraliji. Vseeno pa je pesem postala peti singl Kylie Minogue, ki je zasedel prvo mesto na Billboardovi lestvici Hot Dance Club Songs, ter drugi singl s tega albuma, ki mu je to uspelo.
Videospot za pesem so posneli v Londonu, Anglija, in ga izdali septembra 2010. Zaradi mode in koreografije v njem so ga glasbeni kritiki zelo hvalili. Kylie Minogue je s pesmijo nastopila tudi na svoji turneji Aphrodite World Tour.

## Ozadje
Kylie Minogue je 5. julija 2010 na tiskovni konferenci v sklopu promocije albuma na Ibizi potrdila, da bodo kot drugi singl z albuma izdali pesem »Get Outta My Way«. Odlomek iz pesmi je javnost prvič slišala, ko so jo še pred izidom albuma izdali v megaremixu vseh pesmi z albuma. Pesem »Get Outta My Way« so napisali in producirali Lucas Secon, Damon Sharpe, Peter Wallevik, Daniel Davidsen in Cutfather; pri produkciji je sodeloval tudi Stuart Price. V intervjuju z revijo HitQuarters je Lucas Secon pesem opisal kot »seksi elektro disko pesem z dokaj pametnim besedilom in nekaj melodijami, ki si jih lahko zelo hitro zapomnite.« Dejal je, da je niso napisali s posebnim glasbenikom, ki bi jo zapel, v mislih in da so jo, preden si je pesem za drugi singl z albuma izbrala Kylie Minogue, kot prvi singl s svojega albuma želeli izdati še štirje drugi glasbeniki.

## Sestava
Pesem »Get Outta My Way« je dance-pop in synthpop pesem z disko ritmom. Po podatkih spletne strani Musicnotes.com, ki jo ima v lasti podjetje EMI Music Publishing, je napisana v A-duru. Vokali Kylie Minogue se v pesmi raztezajo od F#3 do E5. Septembra 2010 je Kylie Minogue v nekem intervjuju odgovorila na veliko vprašanj, povezanih s pesmijo. Dejala je: »Pesem 'Get Outta My Way' je čista pop plesna pesem in vse, kar zaznamuje moja dela [...] Energija je res nalezljiva. Mislim, da je čudovita pesem in navdušena sem, da jo imam priložnost posneti.« Kasneje je dejala še: »Všeč mi je kljubovanje v pesmi [...] s tem pove toliko različnih reči naenkrat.«
Po mnenju Mayerja Nissima Digital Spy je pesem »zgodba o nezadovoljeni ljubimki, ki svojega fanta posadi na stol in ga sooči z viri svojega nezadovoljstva na način, ki večini zakonskim svetovalcem ne bi bil všeč [...]« Nato je pohvalil melodično sestavo pesmi: »Čeprav se besedilo da interpretirati na več načinov, je melodija dance-pop klasika. S svojim preprostim ritmom, ki spominja na bitje srca, preprosto sestavljenim zvokom in klasično sestavo.« Nima Baniamer s spletne strani Contactmusic.com je napisala: »Pesem ['Get Outta My Way'] je prava eksplozija pop, synth in dance glasbe« in napisal, da je pesem precej podobna njenim pesmim iz devetdesetih: »Zaradi ritma si je pesem veliko lažje zapomniti, s tem pa bo Kylie Minogue z lahkoto ohranila svojo zmagoslavnost, ki jo je pridobila v zgodnjih letih svoje kariere.«

## Sprejem kritikov
Pesem »Get Outta My Way« je s strani glasbenih kritikov prejela v glavnem pozitivne ocene. Tima Sendra s spletne strani Allmusic je o pesmi napisala, da je zelo »ostra«, kar pa naj bi bilo za album dobro. Novinar revije Digital Spy, Mayer Nissim, je pesmi dodelil štiri zvezdice od petih in zraven napisal: »Svojim preprostim ritmom, ki spominja na bitje srca, preprosto sestavljenim zvokom in klasično sestavo, po vsej verjetnosti najtoplejša in najmanj uglajena stvar, kar jih je Kylie ustvarila v zadnjem desetletju - v dobrem smislu.« Tudi Christel Loar iz revije PopMatters je pesem pohvalil, saj naj bi imela »pulzu pesmi res ne moremo upreti, niti, ko Kylie svojemu fantu že pove, kaj natančno se bo zgodilo, če samo sedi tam.« Rob Sheffield iz revije Rolling Stone je napisal, da »Kylie Minogue v zadnjem času navdihuje številne mulce, ki so prišli sveži iz kluba, od La Rouxa do Gage, a s pesmijo 'Get Outta My Way' dokaže, zakaj je še vedno glavna.« Nui Te Koha iz revije Herald Sun je napisal, da pesem vključuje »italio-house klavirske točke, ki se kasneje razširijo na al dente ritem, s katerim se Kylie Minogue spremeni in dobi mnogo novih priložnosti.« Ian Wade iz revije Entertainment Weekly je napisal, da bo pesem po vsej verjetnosti »uničila vsa plesišča od tu do katere koli končne točke v vesolju že.«
Kakorkoli že, Scott Kara iz revije New Zealand Herald je dejal, da pesem zveni, kot da bi jo pravkar proizvedli iz »stroja SodaStream«. Čeprav Nikki je iz revije PopMusicNow singl pohvalila in ga opisala kot »brilijantno pesem«, je dejala, da pesem zveni kot »žele, je zelo okusna, a je na krožniku bolj za dekoracijo kot za hrano.« Čeprav je tudi Nima Banaimer s spletne strani Contactmusic.com pesem v glavnem hvalila, je pripomnila, da so jo morda kot singl izdali »prepozno«.

## Dosežki na lestvicah
Pesem »Get Outta My Way« je na britanski glasbeni lestvici debitirala na oseminšestdesetem mestu in nazadnje zasedla dvanajsto mesto, na lestvici pa vsega skupaj ostala osem tednov. Zasedla je tudi enajsto mesto na škotski in triintrideseto na irski glasbeni lestvici. Pesem »Get Outta My Way« je postala prvi fizično izdani singl Kylie Minogue od pesmi »Breathe«, ki se ni uvrstila na eno od prvih desetih mest na tej lestvici; sicer je tudi pesem »The One« zasedla šele šestintrideseto mesto, vendar je ta pesem izšla le digitalno. Singl je drugod v Evropi požel bolj malo uspeha; na francoski glasbeni lestvici je pesem zasedla devetindvajseto, na švicarski triindvajseto, na nemški enainštirideseto in na evropski petindvajseto mesto. V Španiji je bila pesem vseeno uspešnejša; na španski lestvici je debitirala na triinštiridesetem in nazadnje zasedla enajsto mesto. Poleg tega je več uspeha požela tudi na Danskem, kjer je debitirala na šestnajstem in nazadnje zasedla dvanajsto mesto.
Tudi v rodni Avstraliji Kylie Minogue je bil singl dokaj neuspešen. Debitiral je šele na devetinšestdesetem mestu in samo dva tedna ostal eden od stotih najbolje prodajanih singlov v državi, s čimer ostaja najmanj uspešen singl Kylie Minogue v Avstraliji in njen prvi singl po singlu »Finer Feelings« (1992), ki se ni uvrstil med prvih petdeset pesmi na tej lestvici. Tudi na Novi Zelandiji pesem ni požela veliko uspeha: debitirala je na štiriinsedemdesetem in se nazadnje uvrstila na devetinšestdeseto mesto ter tako postala najmanj uspešen singl Kylie Minogue v tej državi. Tudi na japonski glasbeni lestvici je pesem zasedla le sedeminpetdeseto mesto.
Kljub temu, da komercialno ni požela veliko uspeha, se je pesem »Get Outta My Way« uvrstila na prvo mesto ameriške lestvice Billboard Hot Dance Club Songs; tamkaj je debitirala na petintridesetem mestu. Pesem je postala peti singl Kylie Minogue, ki mu je to uspelo, njen drugi z albuma Aphrodite. Tudi njena naslednja dva singla, »Better Than Today« in njen duet s Taiom Cruzem, »Higher«, sta na tej lestvici zasedla prvo mesto. Do marca 2011 je pesem v Združenih državah Amerike digitalno prodala 66.000 izvodov.

## Videospot

### Ozadje
Videospot za pesem »Get Outta My Way« so posneli v studiju Pinewood v Londonu 18. avgusta 2011, režirala pa ga je britanska skupina režiserjev AlexandLiane. Večji del videospota predstavljajo projekcije Friederja Weissa v živo. 3. septembra 2010 se je premierno predvajal na uradnem kanalu Kylie Minogue na YouTubeu.

### Zgodba
Videospot se prične s Kylie Minogue, ki se v spremstvu svojih spremljevalnih plesalcev počasi premika po dinamičnem, mimetičnem in premikajočem plesišču. Vsi so obkroženi z bliščem, ki sledi vsem njihovim gibom. Kylie Minogue ima oblečene športne rokavice, ki iluminirajo njeno telo in obraz. V drugem delu videospota se pojavi na odru z belimi stoli, oblečena v zlato obleko. Stoli se skladajo s spremljajočo se koreografijo. Kylie Minogue in njeni spremljevalni plesalci kasneje plešejo pred steno z raznimi dinamičnimi lučmi. Kylie Minogue se nato pojavi na podstavku, ki se vzdigne iz vode. Po samostojni inštrumentalni točki Kylie Minogue stopi po belih stopnicah proti navideznemu Soncu, pri tem pa jo spremljajo njeni spremljevalni plesalci. Nato se v videospotu pojavi hitra mešanica vseh prejšnjih prizorov iz videospota in nazadnje se vrnejo v prvi prizor s Kylie Minogue na plesišču.

### Sprejem
Novinar revije Entertainment Weekly je v svoji oceni videospota napisal: »To je dobesedno samo super-vroča Kylie Minogue, ki pleše in se zvija po plesišču, nosi pa nešteto število čudovitih oblek in nasploh izgleda prelepo. Preprosto povedano, to je videospot, ki te enostavno nasmeji.« Novinar spletne strani AaronAndAndy.com je napisal, da Kylie Minogue izgleda »prekleto neustrašno kot ena od najbolj vročih bokserk v zgodovini!« Videospot je primerjal z videospotoma za pesmi »In Your Eyes« in »Slow« in zraven napisal: »Kyliejin stil se je vrnil!« Becky Bain iz revije Idolator je pesmi dodelila pozitivno oceno in zraven napisala: »[Videospot za pesem 'Get Outta My Way'] je kot futuristična kabaretska točka in avstralska pop legenda brez napake pleše na interaktivnem plesišču.«
Videospot, ki ga po svetu uradno še niso izdali, je na voljo na Youtubeu, kjer so ga objavili brez kršenja avtorskih pravic. Izdala je tudi mešanico odlomkov iz televizijske serije Sedma nebesa, ki jo spremlja ta pesem. 7. januarja 2012 je Kylie Minogue izdala kratki videospot še za radijsko različico pesmi Bimba Jonesa. Videospot so posneli za revijo VS. V videospotu se prikaže Kylie Minogue, ki pleše ob spremljavi pesmi.

## Nastopi v živo
Kylie Minogue je s pesmijo »Get Outta My Way« prvič nastopila 5. junija 2010 v nočnem klubu Splash v New York Cityju, kjer je izvedla mešanico vseh pesmi z njenega takrat še prihajajočega albuma. Nato je 18. julija 2010 s pesmijo nastopila tudi v britanski televizijski oddaji Alan Carr: Chatty Man, 21. julija tistega leta pa še v avstralski oddaji Hey Hey It's Saturday. Pesem je izvedla v peti sezoni oddaje Amerika ima talent 25. avgusta 2010; to je bil njen prvi nastop na ameriški televiziji po dveh letih, priredili pa so ga v sklopu promocije albuma Aphrodite. 17. septembra je Kylie Minogue nastopila tudi na nemški oddaji, Oliver Pocher Show 18. septembra pa je pesem izvedla v oddaji Schlag den Raab. 24. septembra 2010 je pesem izvedla v oddaji Paul O'Grady Live. Pesem je skupaj s svojimi preostalimi uspešnicami izvedla tudi 23. oktobra 2010 na koncertu v Mehiki. Kasneje je s pesmijo nastopila tudi v mehiški oddaji Decadas. S pesmijo je nastopila še v ameriških oddajah Dancing with The Stars in The Tonight Show with Jay Leno 26. in 27. oktobra tistega leta, 25. novembra 2010 pa na Macyjevi paradi ob zahvalnem dnevu v New York Cityju.

## Seznam verzij
| - CD s singlom #1 1. »Get Outta My Way« – 3:39 2. »Get Outta My Way« (radijski remix 7th Heaven) – 3:35 - CD s singlom #2 1. »Get Outta My Way« – 3:41 2. »Get Outta My Way« (klubsko-radijski remix Bimba Jonesa) – 3:35 3. "Get Outta My Way« (remix Sidneyja Samsona) – 5:35 4. »Get Outta My Way« (vokalni remix Paula Harrisa) – 7:20 5. »Get Outta My Way« (Mat Zojev remix) – 8:31 6. »Get Outta My Way« (videospot) - Digitalni singl 1. »Get Outta My Way« – 3:39 - iTunesov EP z remixi 1. »Get Outta My Way« – 3:39 2. »Get Outta My Way« (klubsko-radijski remix Bimba Jonesa) – 3:35 3. »Get Outta My Way« (vokalni radijski remix Paul Harrisa) – 4:49 4. »Get Outta My Way« (remix Krisa Menacea) – 6:47 5. »Get Outta My Way« (Daddyjev groove čarobni remix) – 8:03 6. »Get Outta My Way« (BeatauCueov remix) – 5:01 7. »Get Outta My Way« (razširjeni remix Stevea Andersona) – 6:44 - Avstralski CD s singlom 1. »Get Outta My Way« – 3:41 2. »Get Outta My Way« (klubsko-radijski remix Bimba Jonesa) – 3:35 3. »Get Outta My Way« (remix Sidneyja Samsona) – 5:35 4. »Get Outta My Way« (vokalni remix Paula Harrisa) – 7:20 5. »Get Outta My Way« (Mat Zojev remix) – 8:31 6. »Get Outta My Way« (videospot) | - EP z remixi s spletne strani Amazon.co.uk 1. »Get Outta My Way« – 3:41 2. »Get Outta My Way« (klubsko-radijski remix Bimba Jonesa) – 3:35 3. »Get Outta My Way« (remix Sidneyja Samsona) – 5:35 4. »Get Outta My Way« (radijska različica 7th Heaven) – 3:37 5. »Get Outta My Way« (remix Paula Harrisa) – 7:37 6. »Get Outta My Way« (Daddyjev groove čarobni remix) – 8:03 7. »Get Outta My Way« (SDP-jev razširjeni remix) – 5:41 - Remixi z EP-ja s spletne strani Masterbeat.com 1. »Get Outta My Way« (klubski remix 7th Heaven) – 7:52 2. »Get Outta My Way« (radijski remix 7th Heaven) – 3:35 3. »Get Outta My Way« (remix Paula Harrisa) – 7:36 4. »Get Outta My Way« (remix Paula Harrisa) – 7:19 5. »Get Outta My Way« (razširjeni klubski remix Stuarta Pricea) – 5:40 - Avstralski EP z remixi 1. »Get Outta My Way« – 3:39 2. »Get Outta My Way« (klubsko-radijski remix Bimba Jonesa) – 3:36 3. »Get Outta My Way« (remix Sidneyja Samsona) – 5:36 4. »Get Outta My Way« (radijska različica 7th Heaven) – 3:35 5. »Get Outta My Way« (remix Paula Harrisa) – 7:19 6. »Get Outta My Way« (Daddyjev groove čarobni remix) – 8:02 7. »Get Outta My Way« (SDP-jev razširjeni remix) – 5:40 |

## Ostali ustvarjalci
- Kylie Minogue – glavni in spremljevalni vokali
- Lucas Secon – tekstopisec, producent in sintetizator
- Damon Sharpe – tekstopisec, producent in snemanje
- Peter Wallevik – tekstopisec, producent, sintetizator in programiranje
- Daniel Davidsen – tekstopisec, produkcija, sintetizator, programiranje in kitara
- Cutfather – tekstopisec, produkcija in tolkala
- Stuart Price – producent in mešanje
- Pete Hofmann – snemanje
- Alexandra Segal – dodatni spremljevalni vokali
- Maime Hladiy – bas kitara
- Mads Nilsson – mešanje
- Dave Emery – asistent pri mešanju
- Geoff Pesche – urejanje

Vir:

## Dosežki
| Lestvica (2010)                                     | Dosežek |
| --------------------------------------------------- | ------- |
| Avstralija (ARIA)                                   | 69      |
| Avstrija (Ö3 Austria Top 75)                        | 61      |
| Belgija (Flandrija; Ultratop 50)                    | 5       |
| Belgija (Valonija; Ultratop 40)                     | 6       |
| Brazilija (Billboard Hot 100)                       | 16      |
| Brazilija (Billboard Hot Pop Songs)                 | 1       |
| Češka (IFPI)                                        | 50      |
| Danska (Tracklisten)                                | 12      |
| Evropa (Billboard European Hot 100)                 | 25      |
| Francija (SNEP)                                     | 29      |
| Nemčija (Media Control Charts)                      | 41      |
| Irska (IRMA)                                        | 33      |
| Italija (FIMI)                                      | 55      |
| Japonska (Oricon)                                   | 57      |
| Nova Zelandija (RIANZ)                              | 69      |
| Rusija (NFPP)                                       | 76      |
| Škotska (Official Charts Company)                   | 11      |
| Slovaška (IFPI)                                     | 18      |
| Španija (PROMUSICAE)                                | 11      |
| Švica (Schweizer Hitparade)                         | 23      |
| Združeno kraljestvo (UK Singles Chart)              | 12      |
| Združene države Amerike (Billboard Dance Club Play) | 1       |
| Združene države Amerike (Billboard Hot 100)         | 105     |

| Država                                                   | Dosežek |
| -------------------------------------------------------- | ------- |
| Združene države Amerike (Billboard Hot Dance Club Songs) | 28      |

### Ostali pomembnejši dosežki
| Predhodnik: »Teenage Dream« od Katy Perry                      | Prvo mesto na brazilski glasbeni lestvici 4. december 2010                                                    | Naslednik: »The Time (Dirty Bit)« od The Black Eyed Peas |
| Predhodnik: »Body Shots« od Kaci Battaglie skupaj z Ludacrisom | Prvo mesto na ameriški glasbeni lestvici (Billboard Hot Dance Club Songs) 30. oktober 2010 – 6. november 2010 | Naslednik: »To Paris with Love« od Donne Summer          |